# Alberto Vázquez-Figueroa
Alberto Vázquez-Figueroa (Santa Cruz de Tenerife, 11 ottobre 1936) è uno scrittore, giornalista e sceneggiatore spagnolo.
Autore di circa cento libri, è uno degli autori contemporanei spagnoli più letti in Spagna e nel mondo.

## Biografia
Il nonno di Figueroa era architetto; suo padre nacque a Guadalajara perché al momento del parto la nonna dello scrittore era in città per motivi di lavoro. Sua madre nacque sull'Isola di Lobos, essendo figlia del locale guardiano del faro.

### Infanzia e giovinezza
Alberto Vázquez-Figueroa nacque l'11 ottobre del 1936 a Santa Cruz de Tenerife (Isole Canarie), ma quando non aveva ancora compiuto un anno di età la sua famiglia fu esiliata per motivi politici nell'Africa spagnola, dove trascorse la propria infanzia. Suo padre infatti era repubblicano e socialista e venne incarcerato durante la guerra civile. L'uomo venne poi liberato, ma dovette restare per vari anni ricoverato in ospedale a causa della tubercolosi. Mentre il ragazzo era ancora in Africa sua madre morì, così che di lui si prese cura lo zio, amministratore civile del fortino militare nel Sahara spagnolo dove la famiglia viveva. Questi cominciò a proporgli libri da leggere, in particolar modo romanzi di avventura di autori come Joseph Conrad, Herman Melville o Jules Verne, che fecero di questo genere letterario quello favorito del giovane. A 16 anni Alberto fece ritorno a Tenerife per studiare. Lavorò poi come professore di sommergibilismo e immersione sulla nave scuola "Cruz del Sur", con Jacques Cousteau, dove prestò servizio per due anni. Partecipò al recupero dei cadaveri nel Lago di Sanabria dopo la catastrofe di Ribadelago, e cioè la rottura di una diga che distrusse il villaggio di Ribadelago (Comarca di Sanabria, Castilla y León) causando la morte di 144 persone.

### Attività giornalistica
Con il denaro guadagnato come professore di sommergibilismo Figueroa si trasferì a Madrid, dove ottenne nel 1959 il diploma della Escuela Oficial de Periodismo. Non trovando lavoro al termine degli studi decise di comperare una vecchia imbarcazione e di fare il giro del mondo con due suoi ex-allievi di sommergibilismo, cosa che richiese loro 14 mesi. Al ritorno con il materiale raccolto durante la traversata Alberto scrisse un libro e, con il denaro ricavato dalla vendita dell'imbarcazione, fece ritorno in Marocco dove si fermò per qualche tempo facendo diversi lavori, prima di tornare in Spagna. A partire dal 1962 incominciò poi a lavorare come inviato speciale per il settimanale Destino di Barcellona e come corrispondente di guerra per La Vanguardia. Più tardi, condusse con Miguel de la Quadra-Salcedo il programma della Televisione statale spagnola A toda plana. Negli anni della propria attività come reporter scrisse articoli su guerre e rivoluzioni in Bolivia, Ciad, Congo, Guatemala, Guinea, Repubblica Dominicana e in altri paesi.

### Attività cinematografica e come romanziere
Figueroa scrisse il suo primo romanzo, Arena y viento (Sabbia e vento) a quattordici anni; l'opera venne pubblicata tre anni dopo. Fu però solo dopo aver lavorato quindici anni come giornalista che riuscì a guadagnare abbastanza per potersi dedicare alla letteratura come attività principale.  Il successo arrivò con il suo 15° o 16° romanzo, Ébano (pubblicato per la prima volta in Italia con il titolo Ashanti: la via degli schiavi dal Club degli editori), che sviluppa il tema del traffico degli schiavi africani. Dal libro l'anno stesso della pubblicazione venne tratto un film, il primo della serie di una quindicina di pellicole basate sui suoi romanzi. Altre opere di successo furono Manaos (pubblicato in Italia nel 1970 da Club Italiano dei Lettori) e Tuareg (pubblicato in italiano nel 1983 da Euroclub); nel 1966 partecipò al premio Nadal con il romanzo No creo en nadie, che però non arrivò mai ad essere pubblicato.
Diresse poi le riprese del film Manaos, che ha come protagonisti Fabio Testi e Agostina Belli e che venne proiettato nelle sale cinematografiche nel 1979. Nel 1975 scrisse una autobiografia dal titolo Anaconda Nel 2007 pubblicò il romanzo Por mil millones de dólares simultaneamente in forma cartacea e in formato .pdf, scaricabile gratuitamente dal proprio blog. Annunciò inoltre la volontà di pubblicare i suoi prossimi lavori con le stesse modalità perché, secondo lui, "chi scarica libri dalla rete non comprerebbe mai il romanzo, e io piuttosto che non si leggano preferisco che i miei libri vengano letti gratis. Chissà che la prossima volta chi ha scaricato il libro non si decida a comprarne uno, anche se magari non scritto da me."

### Attività come inventore e imprenditore
Figueroa è presidente della azienda Desalinizadora A.V.F. S.L., che gestisce impianti di desalinizzazione a pressione, un metodo inventato dallo stesso Figueroa. Il sistema, che lo scrittore promosse con la pubblicazione nel 2003 del suo libro Vivir del viento, si basa sul sollevamento dell'acqua salata di seicento metri rispetto all'impianto, cosa che genera una pressione sufficiente per la sua dissalazione. Desalinizadora A.V.F. S.L. progettò un impianto per la città di Almería, che avrebbe utilizzato durante la notte l'energia elettrica prodotta in eccesso dalla rete per il sollevamento dell'acqua salata. Il progetto però venne definanziato dal governo spagnolo. L'azienda è titolare di alcuni brevetti nazionali e europei basati su questa tecnologia. Altri progetti proposti da Figuerosa sono collegati all'utilizzo del drone sottomarino Serviola-SB per portare soccorso in mare aperto in caso di naufragio.

## Tematiche
L'Amazzonia, il deserto e la selva africana sono tra i temi favoriti di Figueroa, che li ha sviluppati a partire da un ampio lavoro di documentazione. Come ebbe a dichiarare, il fatto di avere viaggiato molto gli ha fornito esperienze e conoscenze che gli hanno permesso di dare realismo ai propri romanzi. La sua narrativa è stata definita da Giovanni Arpino fulminante e fosforica.
Le opere di Vasquez-Figueroa hanno influenzato stilisticamente ed aperto la strada al successo commerciale di altri scrittori spagnoli di grande notorietà internazionale come Arturo Pérez-Reverte, Carlos Ruiz Zafón, Ildefonso Falcones o Julia Navarro.

## Pubblicazioni

### Opere autobiografiche
- Arena y viento (1953)
- Bajo siete mares. Largo viaje al paraíso (1962)
- La ruta de Orellana (1970)
- Anaconda (1975)
- El agua prometida (1995)
- Siete vidas y media (2009)

### Romanzi singoli
- Al sur del Caribe (1965)
- África encadenada (1970)
- Tras las huellas de Alec (1971)
- Tierra virgen. La destrucción del Amazonas (1973)
- ¿Quién mató al embajador? (1974)
- Manaos (1975)
- Ébano (1975)
- Como un perro rabioso (1975)
- ¡Panamá, Panamá! (1977)
- Marea negra (1977)
- El último harén (1979)
- Sha (1980)
- Nuevos dioses (1980)
- Matar a Gadafi (1981)[11]
- La iguana (1982)
- Olvidar Machu-Picchu (1983)
- Morir en Sudáfrica (1985)
- Marfil (1985)
- Vendaval (1986)
- Viracocha (1987)
- Palmira (1987)
- Cazador (1988)
- El perro (1989)
- Delfines (1990)
- Sicario (1991)
- Viaje al fin del mundo. Galápagos (1992)
- El anillo verde (1992)
- Ciudadano Max (1992)
- África llora (1994)
- La ordalía del veneno (1995)
- Sultana roja (1998)
- Ícaro (1998) (Biografia di Jimmy Ángel)
- Fuerteventura (1999)
- El inca (1999)
- Tiempo de conquistadores (2000)
- El señor de las tinieblas (2001)
- Bora Bora (2001)
- Todos somos culpables (2001)
- Un mundo mejor (2002)
- Vivir del viento (2003)
- El león invisible (2003)
- La puerta del Pacífico (2004)
- Alí en el país de las maravillas (2005)
- A la deriva (2005)
- El rey leproso (2005) (Biografia di Sebastiano I di Portogallo)
- El mar de Jade (2006)
- Por mil millones de dólares (2007)
- Centauros (2007) (Biografia di Alonso de Ojeda)
- Pederastas (2007)
- Vivos y muertos (2007)
- Coltan (2008)
- Kalashnikov (2009)
- Saud el Leopardo (2009) (Biografia di Abd al-Aziz dell'Arabia Saudita)
- Garoé (2010, opera vincitrice del Premio de Novela Histórica Alfonso X El Sabio)
- El mar en llamas (2011)
- Irina Dogonovic (2011)
- La bella bestia (2012)
- Codicia (2012)
- Bimini (2013)
- Medusa (2014)[12]
- Hambre (2014) S.A. Ediciones B
- Crimen contra la humanidad (2015) Ediciones B
- La barbarie (2016) Ediciones B
- Rumbo a la noche (2017) Ediciones B
- Adiós, Míster Trump (2017)
- Bajamar (2018)
- Los bisontes de Altamira (2019)
- Año de fuegos (2019)

### Serie di romanzi
- Serie Tuareg:

1. Tuareg (1980)
2. Los ojos del Tuareg (2000)
3. El último Tuareg (2014)

- Serie Cienfuegos:

1. Cienfuegos (1987)
2. Caribes (1990)
3. Azabache (1991)
4. Montenegro (1992)
5. Brazofuerte (1993)
6. Xaraguá (1993)
7. Tierra de Bisontes (2006)

- Serie Océano:

1. Océano (1984)
2. Yaiza (1984)
3. Maradentro (1985)

- Serie Piratas:

1. Piratas (1996)
2. Negreros (1996)
3. León Bocanegra (1998)

### Opere teatrali
- El cielo hace trampas (1963)
- Los conjurados (1963)
- Ha llegado un hombre (1963)
- La taberna de los cuatro vientos (1994)
- Alcazarquivir (1998)

### Varie
- Tenerife. Guía de viaje (1964)
- Gran Canaria. Guía de viaje (1965)
- Mañana en Venezuela (1975)
- Una universidad alternativa (1989)
- Mare magnum (2000)

## Filmografia

### Regia e sceneggiatore
- Oro rojo (1978)
- Manaos (1979) (adattamento cinematografico del suo romanzo Manaos)

### Soggettista e sceneggiatore
- ¿Es usted mi padre?, Antonio Giménez-Rico (1971)
- Fuga dall'inferno (El perro), Antonio Isasi-Isasmendi (1976) (adattamento cinematografico del suo romanzo El perro)
- Ashanti, Richard Fleischer (1978) (adattamento cinematografico del suo romanzo Ébano)
- Cosas, José Lapeña (1980) (serie de TV, 1 cap. ep.15, dove appare anche come attore)
- L'ultimo harem (El último harén), Sergio Garrone (1981) (adattamento cinematografico del suo romanzo El último harén)
- Tuareg - Il guerriero del deserto (Tuareg), Enzo G. Castellari (1984) (adattamento cinematografico del suo romanzo Tuareg)
- Black Arrow, John Hough (1985) (adattamento televisivo del romanzo La freccia nera di Robert Louis Stevenson)
- Sangre en el Caribe, Rafael Villaseñor Kuri (1985)
- Corazón de cristal, Gil Bettman (1986)
- Iguana (La iguana), Monte Hellman (1988) (adattamento cinematografico del suo romanzo La iguana; il regista ha vinto il premio Bastone Bianco (menzione speciale) per questo film al Festival di Venezia nel 1988)
- Océano, Ruggero Deodato (1989) (serie de TV, 6 cap.) (adattamento cinematografico dei suoi romanzi Océano, Yaiza e Maradentro)
- Rottweiler, Brian Yuzna (2004) (adattamento cinematografico del suo romanzo El perro)